# Echinanthera melanostigma
Echinanthera melanostigma är en ormart som beskrevs av Wagler 1824. Echinanthera melanostigma ingår i släktet Echinanthera och familjen snokar. Inga underarter finns listade i Catalogue of Life.
Arten förekommer i östra Brasilien. Honor lägger ägg.